# Docalidia gladia
Docalidia gladia är en insektsart som beskrevs av Nielson 1979. Docalidia gladia ingår i släktet Docalidia och familjen dvärgstritar. Inga underarter finns listade i Catalogue of Life.